# Plus grands que l'amour
Plus grands que l'amour est un roman de Dominique Lapierre écrit en 1990. 
Il évoque la découverte du virus du sida au début des années 1980. Il croise les récits des recherches des laboratoires américains et de l'Institut Pasteur de Paris, la lutte contre la misère de Mère Teresa, le drame vécu par la communauté gay, jusqu'à la mise au point d'un premier traitement.